# Società italiana per il progresso delle scienze
La Società italiana per il progresso delle scienze (SIPS) è un'associazione italiana, originata nel corso delle Riunioni degli scienziati italiani di epoca preunitaria ed eretta in ente morale nel 1908; successivamente costituita in ONLUS: si occupa della promozione e diffusione delle scienze e delle loro applicazioni.

## L'origine della Società
L'attività sociale tra gli scienziati provenienti dai vari Stati della Penisola risale al 1839, nell'Italia preunitaria, con  la I Riunione degli scienziati italiani a Pisa, realizzata su iniziativa di un gruppo di scienziati di diverse provenienze geografiche e diverse discipline, sull'onda del movimento di attenzione europeo di quel periodo per il progresso e il benessere dell'umanità, meglio noto come positivismo. Tra i suoi promotori vi furono Carlo Luciano Bonaparte zoologo, nipote di Napoleone, Vincenzo Antinori, Giovanni Battista Amici, Gaetano Giorgini, Paolo Savi e Maurizio Bufalini.
Durante l'XI Riunione degli scienziati italiani, svoltasi a Roma nel 1873 e presieduta da Terenzio Mamiani, nelle sedute del 25 e 27 ottobre venne approvata la costituzione di una «un'associazione o società degli Scienziati italiani ad imitazione dell'associazione britannica e dell'associazione francese per l'incremento delle scienze». Fu così istituità formalmente la Società italiana per il progresso delle scienze che iniziò la propria attività nel 1875 con l'approvazione del Regolamento all'apertura della XII Riunione degli scienziati italiani a Palermo. Fu eletto presidente della società Terenzio Mamiani.
L'iniziativa non ebbe però seguito e non vennero organizzati congressi o realizzate pubblicazioni.

## La nuova Società

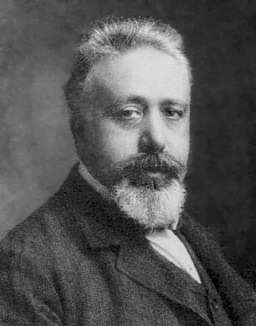
Vito Volterra, primo presidente

La ricostituzione della società avvenne a partire dal 1906 su iniziativa di Vito Volterra, Arturo Issel e Pietro Romualdo Pirotta, con i lavori preparatori per il primo congresso tenuto a Parma nel successivo settembre 1907. Con regio decreto 15 ottobre 1908, la Società italiana per il progresso delle scienze venne eretta in ente morale nazionale.
La Società ebbe tra i propri presidenti insigni scienziati italiani come il matematico Vito Volterra, il chimico Giacomo Ciamician e i premi Nobel per la medicina Camillo Golgi e Daniel Bovet. Il fisico Enrico Fermi fu vice presidente alla fine degli anni venti.
Lo statuto attualmente vigente, approvato nel 1974 con decreto del Presidente della Repubblica sancisce che la Società «ha per scopo di promuovere il progresso, la coordinazione e la diffusione delle scienze e delle loro applicazioni e di favorire i rapporti e la collaborazione fra i cultori di esse» (art. 1 dello statuto).

### Riunioni
| Numero | Luogo                   | Anno | Presidente                  |
| ------ | ----------------------- | ---- | --------------------------- |
| 1      | Parma                   | 1907 | Vito Volterra               |
| 2      | Firenze                 | 1908 | Vito Volterra               |
| 3      | Padova                  | 1909 | Vito Volterra               |
| 4      | Napoli                  | 1910 | Giacomo Ciamician           |
| 5      | Roma                    | 1911 | Giacomo Ciamician           |
| 6      | Genova                  | 1912 | Vittorio Scialoja           |
| 7      | Siena                   | 1913 | Vittorio Scialoja           |
| 8      | Roma                    | 1916 | Camillo Golgi               |
| 9      | Milano-Torino           | 1917 | Ferdinando Lori             |
| 10     | Pisa                    | 1919 | Ferdinando Lori             |
| 11     | Trieste                 | 1921 | Raffaello Nasini            |
| 12     | Catania                 | 1923 | Pietro Bonfante             |
| 13     | Napoli                  | 1924 | Pietro Bonfante             |
| 14     | Pavia                   | 1925 | Carlo Somigliana            |
| 15     | Bologna                 | 1926 | Carlo Somigliana            |
| 16     | Perugia                 | 1927 | Filippo Bottazzi            |
| 17     | Torino                  | 1928 | Filippo Bottazzi            |
| 18     | Firenze                 | 1929 | Gian Alberto Blanc          |
| 19     | Bolzano-Trento          | 1930 | Gian Alberto Blanc          |
| 20     | Milano                  | 1931 | Gian Alberto Blanc          |
| 21     | Roma                    | 1932 | Gian Alberto Blanc          |
| 22     | Bari                    | 1933 | Mariano D'Amelio            |
| 23     | Napoli                  | 1934 | Mariano D'Amelio            |
| 24     | Palermo                 | 1935 | Mariano D'Amelio            |
| 25     | Tripoli                 | 1936 | Mariano D'Amelio            |
| 26     | Venezia                 | 1937 | Mariano D'Amelio            |
| 27     | Bologna                 | 1938 | Mariano D'Amelio            |
| 28     | Pisa                    | 1939 | Mariano D'Amelio            |
| 41     | Roma                    | 1942 | Mariano D'Amelio            |
| 42     | Roma                    | 1949 | Francesco Saverio Nitti     |
| 43     | Lucca                   | 1950 | Francesco Saverio Nitti     |
| 44     | Perugia                 | 1952 | Gaetano Martino             |
| 45     | Napoli                  | 1954 | Gaetano Martino             |
| 46     | Palermo/Catania-Messina | 1956 | Gaetano Martino             |
| 47     | Trieste                 | 1959 | Gaetano Martino             |
| 48     | Cagliari-Sassari        | 1964 | Gaetano Martino             |
| 49     | Siena                   | 1967 | Gaetano Martino             |
| 50     | Pescara-Chieti          | 1969 | Antonio Carrelli            |
| 51     | Pugnochiuso             | 1971 | Antonio Carrelli            |
| 52     | Padova                  | 1973 | Antonio Carrelli            |
| 53     | Pisa                    | 1975 | Antonio Carrelli            |
| 54     | Brescia                 | 1977 | Antonio Carrelli            |
| 55     | Torino                  | 1979 | Antonio Carrelli            |
| 56     | Lecce                   | 1981 | Daniel Bovet                |
| 57     | Ancona                  | 1983 | Daniel Bovet                |
| 58     | Parma                   | 1985 | Daniel Bovet                |
| 59     | Genova                  | 1987 | Daniel Bovet                |
| 60     | Bologna                 | 1989 | Daniel Bovet                |
| 61     | Catania                 | 1991 | Daniel Bovet                |
| 62     | Viterbo                 | 1993 | Arnaldo Maria Angelini      |
| 63     | Urbino                  | 1995 | Arnaldo Maria Angelini      |
| 64     | Roma                    | 1997 | Arnaldo Maria Angelini      |
| 65     | Cassino                 | 1999 | Arnaldo Liberti             |
| 66     | Roma                    | 2001 | Carlo Bernardini (onorario) |
| 67     | Avellino                | 2003 | Carlo Bernardini (onorario) |
| 68     | Trento-Bolzano          | 2006 | Carlo Bernardini (onorario) |
| 69     | Parma                   | 2007 | Carlo Bernardini (onorario) |
| 70     | Roma                    | 2010 | Maurizio Cumo               |
| 71     | Roma                    | 2011 | Maurizio Cumo               |
| 72     | Roma                    | 2012 | Maurizio Cumo               |
| 73     | Roma                    | 2014 | Maurizio Cumo               |
| 74     | Roma                    | 2014 | Maurizio Cumo               |
| 75     | Roma                    | 2015 | Maurizio Cumo               |
| 76     | Roma                    | 2016 | Maurizio Cumo               |
| 77     | Roma                    | 2017 | Maurizio Cumo               |
| 78     | Roma                    | 2018 | Maurizio Cumo               |
| 79     | Roma                    | 2019 | Luigi Berlinguer            |
| 80     | Roma                    | 2020 | Luigi Berlinguer            |
| 81     | Roma                    | 2021 | Luigi Berlinguer            |
| 82     | Roma                    | 2022 | Luigi Berlinguer            |
| 83     | Roma                    | 2023 | Antonio Speranza            |
| 84     | Roma                    | 2024 | Antonio Speranza            |